# Moorslede

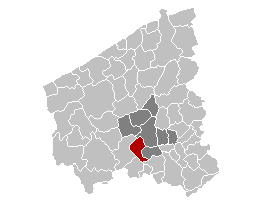
Moorslede.

Moorslede es un municipio de la región de Flandes, en la Provincia de Flandes Occidental, Bélgica. A comienzos de 2018 contaba con una población total de 11.080 personas.

## Geografía
Se encuentra ubicada al oeste del país, al suroeste de Roeselare.
La extensión del término es de 35,34 km², con una densidad de población de 313,52 habitantes por km².

### Secciones del municipio
El municipio comprende los antiguos municipios, que se fusionaron en 1977:
| - Moorslede - Dadizele |

## Demografía

### Evolución
Todos los datos históricos relativos al actual municipio, el siguiente gráfico refleja su evolución demográfica, incluyendo municipios después de efectuada la fusión el 1 de enero de 1977.
| Gráfica de evolución demográfica de Moorslede entre 1846 y 2020 |
|                                                                 |

## Historia
En 1950, Moorslede fue la sede del Campeonato mundial de ciclismo en ruta, en el que venció el corredor belga Briek Schotte.